# Nedožery-Brezany
Nedožery-Brezany (Hongaars: Nádasérberzseny) is een Slowaakse gemeente in de regio Trenčín, en maakt deel uit van het district Prievidza.
Nedožery-Brezany telt 2.091 inwoners.